# محمية الجلف الكبير

نقوش داخل أحد كهوف ما قبل التاريخ

محمية الجلف الكبير محمية طبيعية ومتنزه وطني أعلنت في عام 2007، تقع بالجزء الجنوبي الغربي بمحافظة الوادي الجديد بمساحة 48,523 كيلومتر. تقع المحمية على الحدود المصرية مع ليبيا والسودان.

## الأهمية والتنوع الحيوي

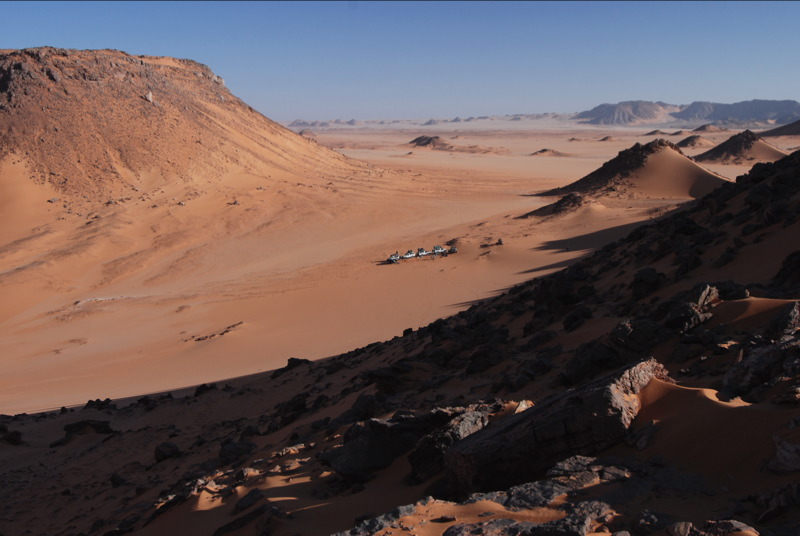
سياح في الجلف الكبير

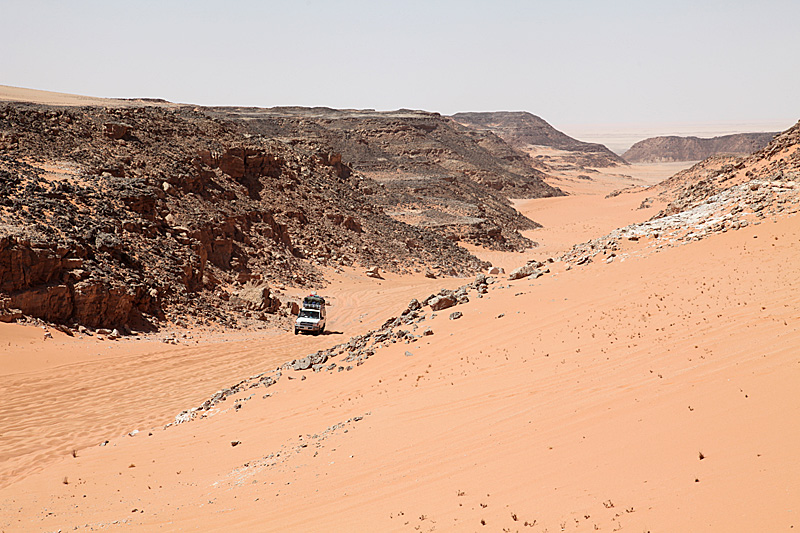
صحراء في المحمية

تتميز المنطقة بسهول شاسعة تضم كثبانًا رملية وكهوفًا تعود لعصور ما قبل التاريخ، تقع بين هضبة الجلف الكبير وجبل العوينات. تحتوي على صخور رملية نوبية وفوهات بركانية قديمة وديان عميقة وجزء من كثبان بحر الرمال الأعظم. تشمل حقول نيازك تُعد الأكبر عالميًا وسيليكا زجاجية نادرة. تغطيها شجيرات عند جبل عبد الملك، مما يجعلها ملاذًا للحيوانات البرية آكلة للعشب والطيور مثل الرخمة المصرية وصقر جراح. تزخر المنطقة بنقوش صخرية في وادي الصودا وأودية ذات تراث طبيعي وثقافي فريد.
الجلف الكبير من أكبر المحميات الطبيعية وفيه مساحات شاسعة وكهوف صحراوية وجبلية ومناظر الخلابة، لذا فهي مقصدًا للسياح المغامرين لرحلات السفاري وتسلق الجبال.
وقع حادث اختطاف ل 11 سائحًا أجنبيًا و4 مصرين من المحمية في عام 2008 هذا الحدث سلّط الأضواء عليها، مما دفع الجهات المسؤولة إلى إعادة النظر في تطوير المنطقة، بما في ذلك تحسين إجراءات الدخول وتنظيم الرحلات، لتعزيز مكانتها كمزار سياحي عالمي قادر على تحقيق عائد اقتصادي كبير للسياحة المصرية.

## وصلات خارجية
- «وادي الجلف الكبير» محمية طبيعية «غير صالحة للحياة».. ومنطقة جذب سياحي «سهلة الاختراق» حدودياً، المصري اليوم في 24 سبتمبر 2008
- بعد ضبط أغرب محاولة تهريب: عظام الإنسان المصري مطلوبة عالميا!، جريدة الأهرام في 9 يناير 2008
- آثار وادي صورة بجنوب الوادي تكشف حياة المصري في العصر الحجري، جريدة الأهرام في 	17 سبتمبر	2001
- البحث عن جيش قمبيز الذي ابتلعته الصحراء الغزاة هدفوا للقضاء علي معبد آمون.. ولكن عاصفة قضت عليهم  ،جريدة الأهرام في 	11 ديسمبر 2000
- أحجار نيازك للبيع! ،جريدة الأهرام في 23 سبتمبر 2010
- رغم ما حدث.. عادت رحلات السفاري لمنطقة الجلف الكبير، جريدة الأهرام في 23 	أكتوبر 2008
- الجلف الكبير.. يقصدها سياح يبحثون عن عبق الإنسان الأول، الشرق الأوسط في 24 سبتمبر 2008